# Pubertat
La pubertat és el procés de canvis físics corporals en el qual el cos d'un nen o una nena es converteix en adult, capaç de la reproducció sexual. El creixement s'accelera en la primera meitat de la pubertat, i arriba al seu desenvolupament al final. Les diferències corporals entre nens i nenes abans de la pubertat són gairebé únicament els dels seus corresponents genitals. Durant la pubertat es noten diferències més grans quant a grandària, forma, composició i desenvolupament funcional en moltes estructures i en els aparells del cos; per exemple, la massa muscular d'un nen i d'una nena són semblants, però al final de la pubertat el noi en té un 56% més. Les més òbvies són les característiques sexuals secundàries i la forma de l'esquelet, que s'amplia a l'esquena en els nois i en els malucs en les noies.
La pubertat s'inicia normalment entre els 8 i 13 anys en les noies, i entre els 9 i 14 anys en el nois. Aquestes són dades dels països de la cultura occidental al segle xxi, ja que se sap que l'edat de l'inici de la pubertat ha anat disminuint en els últims segles.
En sentit estricte, el terme «pubertat» es refereix als canvis corporals en la maduració sexual més que als canvis psicosocials i culturals que això comporta. L'adolescència és el període de transició psicològica i social entre la infantesa i la vida adulta. L'adolescència engloba gran part del període de la pubertat, però els seus límits estan menys definits, i es refereix més a les característiques psicosocials i culturals esmentades anteriorment.

## Canvis físics de la pubertat

### En la noia
La pubertat en les noies oscil·la entre els 8 i els 14 o 16 anys. El procés complet dura de dos a tres anys. Per sota dels 8 i per sobre dels 16 es considera patològic (pubertat precoç o pubertat tardana, respectivament) i fa necessari un estudi mèdic.
Els primers canvis es produeixen a partir d'un augment brusc de la producció d'hormones hipotalàmiques alliberadores de les gonadotrofines, que activa l'alliberació per part de la hipòfisi de les hormones femenines que estimulen el creixement i la maduració funcional de les gònades femenines o ovaris. Els ovaris segregaran les seves pròpies hormones, les hormones sexuals: estrògens. També fabricaran les cèl·lules reproductores femenines: els òvuls. Alhora, hi haurà altres hormones, com ara les segregades per les glàndules suprarenals i les tiroides, que estaran involucrades en tot aquest procés de canvi.
Els canvis físics tal com apareixen cronològicament amb més freqüència són els següents: botons mamaris, enfosquiment dels mugrons, aparició de borrissol al pubis, pic de creixement o estirada, primera regla (els primers cicles solen ser anovulatoris, o sigui, encara sense ovulació), ovulació i canvi de veu (molt menys marcat que al cas dels nois).

#### Botons mamaris
Els primers canvis visibles es produeixen en el desenvolupament dels pits, on apareix un petit bony anomenat botó mamari, l'aparició del qual pot ser asimètrica, és a dir, pot aparèixer primer en un costat i no en l'altre, amb una diferència de fins a sis mesos. Aquest moment, en què els pits comencen a créixer, es diu telarquia.

#### Aparició de borrissol i moc vaginal
Després s'inicia el creixement de pèl al pubis i a les aixelles, i la secreció de moc vulvovaginal o fluix vaginal com a efecte normal dels estrògens. El pèl, que al començament és només un borrissol, comença a aparèixer usualment al voltant dels llavis vaginals. En el 15% de les nenes el borrissol púbic apareix (pubarquia) abans que els malucs comencin a desenvolupar-se. Amb el temps, altres àrees de la pell desenvoluparan borrissol més dens aproximadament en la seqüència següent: borrissol axil·lar, borrissol al voltant de l'anus, borrissol damunt dels llavis i borrissol al voltant dels mugrons.

#### Creixement dels pits, pèl púbic, estirada i primera regla
A partir d'aquest moment, el creixement mamari es va fent més evident i el pèl púbic i axil·lar es tornen més espessos i arrissats. A poc a poc tot es va desenvolupant fins a un nivell quasi adult, és a dir, el volum dels pits ja és gairebé el definitiu, el mugró és més prominent i erèctil, la pilositat (pèl) és completa i en el pubis té forma de triangle invertit i pot arribar a la cara interna de les cuixes. És el moment de l'aparició de la primera menstruació o menarquia i en què es fa més evident el fluix vaginal.
L'edat mitjana de la primera menstruació o menarquia en països desenvolupats és al voltant dels dotze anys i mig, el límit inferior és als 10 anys i el superior als 16 anys. La menarquia abans dels 10 anys es considera precoç. Cal consultar el pediatre tant si es dona abans dels 10 anys com si passats els 16 encara no s'ha donat.
Les noies creixen aproximadament una mitjana de 22 centímetres des de l'inici del pic de creixement fins a la menarquia, és el que popularment es coneix com l'estirada que precedeix la primera regla i que sol ser un any abans en les noies que en els nois. A l'estirada la taxa de creixement tendeix a arribar a la seva velocitat màxima. El creixement de les cames i els peus s'accelera primer, per això solem associar la idea de les púbers, i de vegades totes les adolescents, amb la de cames llargues.

#### Creixement després de l'estirada i maduració òssia
Després de l'estirada i la menarquia les noies segueixen creixent, encara que menys i molt més a poc a poc, fins a dos anys després, quan ja s'assoleix l'alçada definitiva. Després les noies segueixen creixent fins als vint-i-un anys aproximadament, tot i que es nota poc, i s'ha observat que els ossos no han acabat d'aturar de créixer completament fins als vint-i-sis anys. És important tenir en compte que l'esquelet ossi no solament creix sinó que madura, i augmenten els dipòsits de calci, per això les necessitats alimentàries (nutrició) a aquesta edat són molt altes, tant en quantitat com en qualitat. L'estirada comença aproximadament al mateix temps que els primers canvis en l'eixamplament ossi dels malucs, o fins i tot uns quants mesos abans, ambdós són provocats pels estrògens.

#### Definició de la cintura, malucs i cuixes
El greix del cos es distribueix de manera diferent, s'arrodoneixen i s'eixamplen els malucs i les cuixes, i la cintura s'aprima; el percentatge de greix corporal en les noies sanes i ben nodrides passa del 14% - 16% just abans de la pubertat al 25% - 27% a la pubertat. Aquest fet provoca un gran canvi en el reconeixement de la imatge corporal de la noia que pot afectar l'estima personal i les relacions socials, d'una manera positiva o negativa.

#### Pell i cabells
A la pell també les glàndules sebàcies (les que segreguen greix) augmenten la segregació i en conseqüència poden aparèixer grans (acne) a la cara, a les espatlles i a l'esquena. El cabell també es pot tornar més greixós. Això pot ser beneficiós en noies que tenien tendència a tenir la pell o els cabells massa secs, que ara es veuran més bonics. En el cas contrari, aquests efectes es poden contrarestar amb productes d'higiene adequats. Un dermatòleg pot assessorar sobre com tractar l'acne, hi ha productes i tractaments molt eficaços tant per l'acne més discret com amb els més molestos. Una bona higiene ajuda a evitar infeccions mentre que petar els grans i furgar-los, a més d'infeccions, pot afavorir crostes i posteriors cicatrius a la cara. D'altra banda, l'augment de producció d'estrògens i els ràpids canvis de volum corporals (menys panxa, més malucs, pits i cuixes) afavoreix l'aparició d'estries, que es produeixen perquè la pell s'estira més que la seva elasticitat (lligada al col·lagen) ho permet. Cal posar-se crema hidratant al ventre, malucs i cuixes i, en cas que apareguin, visitar un dermatòleg quan encara són línies de color vermell (com de cremat pel sol), ja que quan es tornen blanques (com cicatrius) són encara més difícils de tractar. A la fi de la pubertat la majoria de noies tenen estries als malucs.

#### Suor i olor corporal
Les secrecions de les glàndules de la suor augmenten i, per això, l'olor corporal canvia sensiblement.

### En el noi
- Desenvolupament de la musculatura.

Formació del cos d'adult.
- Creixement dels testicles.

El creixement dels testicles és una de les primeres característiques per les quals un nen es pot adonar que està entrant a la pubertat, ja que aquests augmenten considerablement de grandària.
- Borrissol púbic en els nens.

El borrissol púbic sol ser d'entre les primeres coses que ocorren quan un nen ha arribat a la pubertat. Apareix primerament al voltant de la base del penis brollant primer amb un color clar, fins a fer-se més gruixuts i arrissats. El seu color es fa més fosc i van brollant més i més fins que cobrixen els genitals.
- Ereccions involuntàries del penis.

De vegades solen donar-se ereccions de curt temps en llocs ja siguin públics o solitaris on el noi intenta amagar-les tapant-se; encara que en la majoria de vegades les persones que estan al seu voltant no les noten.
- Borrissol corporal.

L'eix hipotalàmic-hipofisiari-suprarenal és el primer eix que es veu afectat en la pubertat. Es comencen a generar hormones tals com l'androstenediona i DiHidroTestosterona (DHT) al voltant dels 7/8 anys en les noies i 9/10 en els nois. Aquesta activitat elevada de l'eix hipotalàmic-hipofisiari-suprarenal coneguda com a "adrenarquia" dona lloc a l'aparició del borrissol púbic, borrissol axil·lar, borrissol facial (barba i bigoti), borrissol en les cames i braços, una línia de borrissol que s'estén des del pubis fins al melic o llombrígol, en el pit, etc.
- Emissió nocturna.

Durant la pubertat i adolescència, el nen pot experimentar la seva primera emissió nocturna, també coneguda com a somni humit o "pol·lució nocturna". Normalment és una expulsió de semen pel penis, realitzada quan el nen dorm i té somnis associats amb sexe o simplement pel fregament del penis amb la roba.
- Creixement del penis.

Com és freqüent, hi ha vegades que creixen abans els testicles que el penis així que el nen no ha de pensar que té un penis petit, però a mesura que passa el temps també creix el seu penis arribant a la grandària que tindrà en l'etapa adulta. Encara que 13-15 cm és possiblement una talla mitjana d'adults, varia molt en la població normal (per a més detalls, vegeu Mida del penis humà).
- Engreuament de la veu.

Quan un nen està en etapa de desenvolupament les seves cordes vocals es tornen més gruixudes de manera que la veu de la persona esdevé més greu i masculina. Això va per períodes, pot al principi li surtin els típics "galls" al parlar, i després es va tornant més greu i estable.
- Olor corporal.

Arribada a la pubertat, el nen comença a expulsar olors característiques, especialment després de l'exercici físic. L'expulsió de suor per part de les glàndules sudorípares augmenta en la pubertat, la qual cosa es converteix, encara que no decisivament, en un factor important que contribueix a l'olor corporal. Aquesta olor sol qualificar-se com desagradable i la seva intensitat pot variar de persona a persona i de moment en moment.
- Creixement d'alçada.

El nen que ha arribat a la pubertat entra en un nou procés de creixement en alçària d'una durada major al de les nenes. Aquest procés de creixement usualment dura fins als 23 anys en homes, 21 en dones. No obstant això el creixement pot observar-se fins als 26 anys.

## Altres canvis en la pubertat
S'ha de saber distingir entre la pubertat, un conjunt de canvis fisiològics, del cos, i l'adolescència. L'adolescència fa referència a un període més ampli que la pubertat, i inclou els grans canvis psíquics, intel·lectuals, emocionals i socials dels adolescents.
Però la pubertat també afecta la manera de ser, de pensar i de comportar-se dels nois i de les noies. Amb tota l'ebullició hormonal que representa, ells canvien també per dins, tant amb el desenvolupament de diferents aparells i sistemes del cos com amb una gran activació cerebral que augmenta les capacitats cerebrals i impulsa els adolescents vers la creativitat, l'experimentació en les relacions socials, la recerca dels seus potencials i límits, i la maduració de la personalitat.
D'altra banda, els canvis físics en el cos de les noies provoquen un gran canvi en el reconeixement de la seva aparença, que pot afectar l'autoestima i les relacions socials, en un sentit habitualment positiu, en la mesura que el cos i la nova imatge són ben acceptats, però que també pot ser negatiu, si no ho són. En aquest segon cas pot donar lloc a trastorns del comportament alimentari o altres problemes. Altres canvis com l'acne també tenen impacte en la pròpia imatge de l'adolescent. En general, la magnitud d'aquests canvis físics també influeix en els grans canvis psicològics que es produeixen i que impliquen noves necessitats relacionals, afectives i intel·lectuals.

### Canvis cognitius més importants
- Aparició i augment de la capacitat cognitiva i de raonament formal, de la crítica subjectiva
- Inici en la comprensió de conceptes d'ordre social i en la capacitat de reflexionar sobre els propis sentiments
- Aparició dels primers ideals, iniciatives, projectes
- Impressibilitat, oblits, desorganització mental.

### Canvis afectius i morals
- Atenció focalitzada en els propis interessos encara molt egocèntrics, exaltacions, fantasies.
- Inici en la recerca de la pròpia identitat; trencament amb l'equilibri i vincles anteriors.
- Rebuig de demostracions d'afecte, regressions, irritabilitat, canvis sobtats d'humor, conflictes i desafiaments dins l'entorn familiar.
- Augmenta la necessitat de més intimitat; desvetllament per l'interès sexual.
- Disminució de la comunicació amb els adults (pares, professors) i augment de la mateixa grup d'amics amb el qual s'identifica (el clan, la penya, la banda, tribus urbanes) i en el qual busca l'aprovació social.

- Preocupació per l'opinió dels amics, acceptació normes i conductes de risc (agressives, tabac, alcohol, anorèxia, bulímia…).